# Ditaxis erubescens
Ditaxis erubescens är en törelväxtart som först beskrevs av John Robert Johnston, och fick sitt nu gällande namn av Ferdinand Albin Pax och Käthe Hoffmann. Ditaxis erubescens ingår i släktet Ditaxis och familjen törelväxter. Inga underarter finns listade i Catalogue of Life.